# Гангуро

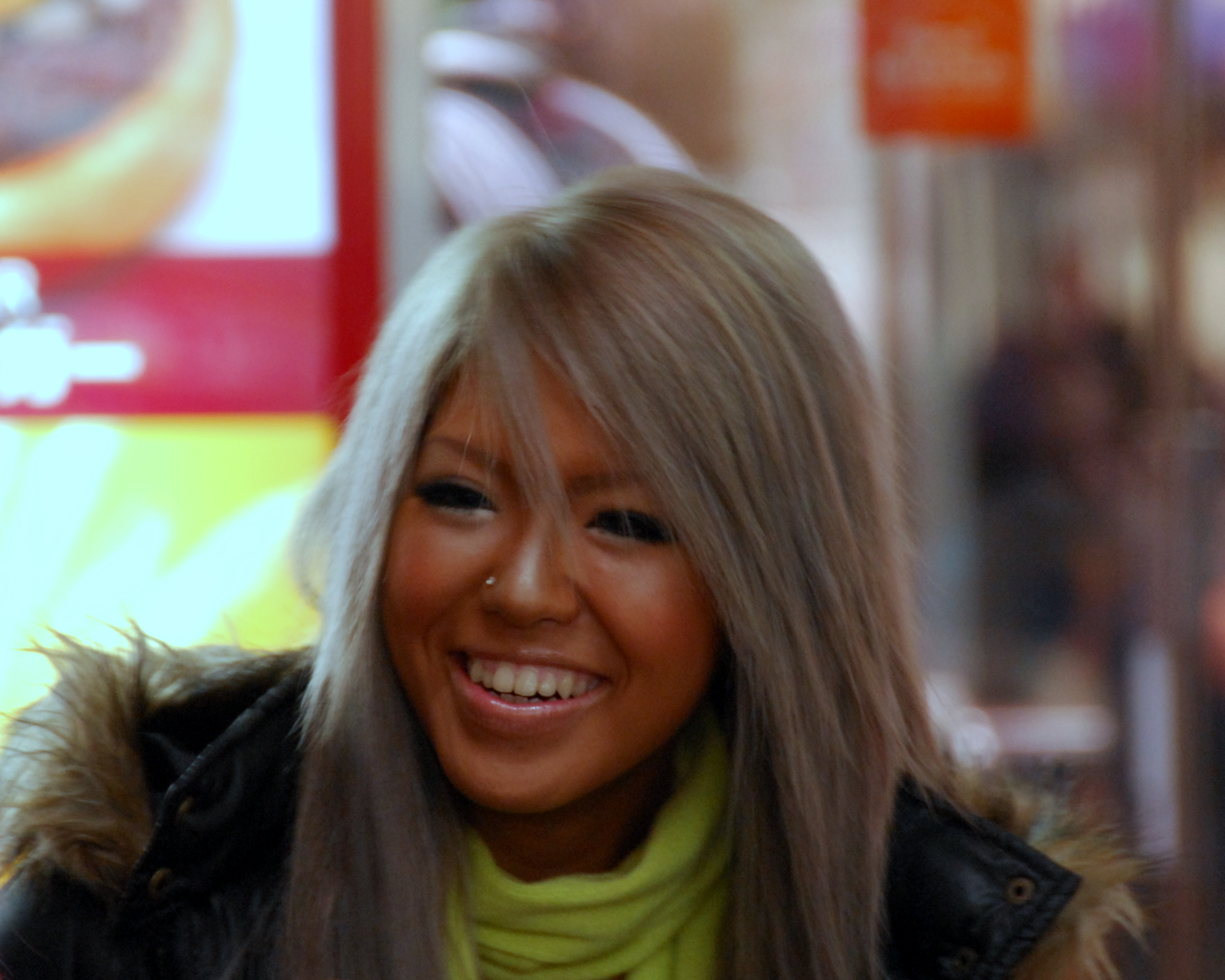
Токийская «light-style» гангуро, 2006 год

Гангуро (яп. 顔黒 или ガングロ — чёрное лицо, по мнению исследователей, и исключительно чёрный, по мнению гангуро) — направление в моде гяру. Внешний вид гангуро может быть самым экстремальным и ярким среди гяру, если рассматривать мамба как их часть. Учитывая распространённую путаницу между гангуро и гяру вообще в русскоязычном интернете, следует отметить, что гангуро — лишь течение среди гяру, как например химэгяру или когяру, а не основная субкультура.

## История и основы
Гангуро появились в 1990-х годах и сразу начали сильно дистанцироваться от традиционных взглядов на японскую женщину. Основными их чертами является глубокий загар, осветлённые волосы (от просто светлых до серебристых) и яркая одежда. Как и у большинства японских субкультур, у гангуро популярна обувь на большой подошве. Хотя в целом стиль гангуро не забирает много денег, загар и макияж могут обойтись очень дорого. Одна из самых главных причин возникновение гангуро — огромная популярность j-pop певицы Намиэ Амуро. Она ввела моду на загар, осветлённые волосы и стиль юбка+сапоги, что во многом определило основы гангуро.
По мнению исследователей японской поп-культуры, гангуро является протестом против традиционных японских представлений о женской красоте. Это ответ на длительную социальную изоляцию Японии и консервативные правила в японских школах. В то же время, многие молодые японки хотели быть похожими на загорелых девушек из Калифорнии, которых они видели в американских фильмах или музыкальных хип-хоп-клипах. По этим причинам СМИ негативно воспринимает гангуро, как и всю гяру-моду в целом. Их часто считают сумасшедшими и неразборчивыми в половых связях или даже сравнивают с горными ведьмами из японского фольклора.

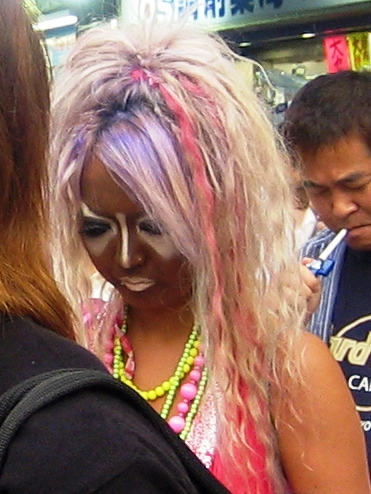
Ямамба в Токио

Начиная с 2020-х годов субкультура гангуро начала подвергаться критике со стороны западных активистов из twitter за то, что по их мнению гангуро занимаются блекфейсом и культурной апроприацией против афро-американцев. Представители субкультуры отрицают эти обвинения, обвиняя активистов в культурной нечувствительности и попытке навязать свою мораль обществам с другой культурой и предысторией.

## Загар
Прежде всего гангуро известны своим глубоким загаром, настолько сильным, что их часто можно спутать с мулатами. За это они часто становятся объектом критики со стороны японских хип-хоп-музыкантов, которые прозвали гангуро «black wannabes» (рус. Хочу быть чёрным, близкое по смыслу к русскому «позёр»). Например, японский рэпер Banana Ice отмечал, что хип-хоп-культура Японии самобытна и не стремится копировать афро-американскую. Этой теме он посвятил несколько песен, где высмеивает и критикует гангуро и ту часть японской хип-хоп-сцены, которую он считает «black wannabe».

## Ямамба и мамба
Но даже при том, что гангуро является радикальной версией гяру, среди гангуро есть свои радикальные движения. Их принято называть ямамба, но на данный момент более употребляем сокращённый вариант мамба (яп. マンバ [manba]). Они выделяются уже намного более интенсивным макияжем, часто до буквально чёрного лица, и волосами ещё более радикальных расцветок. Но среди мамб считается, что гангуро — лишь их «лёгкая версия», и сравнение их с гангуро может посчитаться оскорблением. Среди них также можно встретить парней, в этом случае они будут именоваться центр-гай (яп. センター 街 [сэнта:гай], букв. «центральный район») за любовь всех гангуро к району Сибуя.

### Фотографии токийских гангуро
- Old School Ganguro Wearing Alba Rosa in Shibuya
- Amazing Shibuya Center Guy in Alba Rosa Fashion